# Jitka
Jitka je české ženské jméno. Pochází z hebrejského Judith – židovka nebo žena z Judeje. Staročeský tvar Jutka je přímo odvozen z německého Jutta (což je zkrácená podoba z Judith, také se používá tvar Guta).
Nejslavnější nositelkou tohoto jména je Jitka ze Svinibrodu, manželka českého knížete Břetislava I. (Břetislav a Jitka).
Svátek má 5. prosince.

## Domácky
Jituška, Jitulka, Jituš, Jiťulinka, Jitunka, Jíťa, Jiťule, Jitula, Jitu, Jity

## Statistické údaje
Následující tabulka uvádí četnost jména v ČR a pořadí mezi ženskými jmény ve srovnání dvou roků, pro které jsou dostupné údaje MV ČR – lze z ní tedy vysledovat trend v užívání tohoto jména:
| Rok       | Četnost      | Pořadí    |
| 1999      | 82 286       | 17.       |
| 2002      | 82 159       | 16.       |
| 2016      | 78 187       | 36.       |
| Porovnání | o 5 099 méně | o 19 hůře |

Změna procentního zastoupení tohoto jména mezi žijícími ženami v ČR (tj. procentní změna se započítáním celkového úbytku žen v ČR za sledované tři roky[které?]) je +0,6%.[zdroj⁠?!]

## Známé nositelky jména
- Jitka ze Schweinfurtu, někdy taky Jitka ze Svinibrodu (před 1003–1058) – česká kněžna
- Jitka Anlaufová (* 1962) – česká malířka
- Jitka Asterová (* 1959) – česká herečka a moderátorka
- Jitka Čechová (* 1971) – česká klavíristka
- Jitka Čvančarová (* 1978) – česká herečka, moderátorka a zpěvačka
- Jitka Klimková (* 1974) – česká fotbalistka a trenérka
- Jitka Kocurová (* 1979) – česká modelka
- Jitka Molavcová (* 1950) – česká herečka a zpěvačka
- Jitka Němcová (* 1950) – česká režisérka
- Jitka Obzinová (* 1964) – česká novinářka
- Jitka Seitlová (* 1954) – česká politička
- Jitka Schneiderová (* 1973) – česká herečka
- Jitka Smutná (* 1952) – česká herečka
- Jitka Válová (1922–2011) – česká malířka
- Jitka Zelenková (* 1950) – česká zpěvačka
- Jitka Zelenohorská (* 1946) – česká herečka

## Jiný význam
- Akronym JIhočeská TKAnina – textilní podnik v Jindřichově Hradci-Otíně